# Seznam nejvyšších budov v Singapuru
Toto je seznam nejvyšších budov v Singapuru. Uvedeny jsou všechny budovy k roku 2018, jež byly vysoké alespoň 140 metrů.
| Pořadí | Název                                | Fotografie | Výška (m) | Podlaží | Rok  | Souřadnice                       | Reference            |
| ------ | ------------------------------------ | --- | --------- | ------- | ---- | -------------------------------- | -------------------- |
| 1      | Tanjong Pagar Centre                 | | 290       | 64      | 2016 | 1°16′38″ s. š., 103°50′46″ v. d. | [ 1 ] [ 2 ]          |
| 2      | OUB Centre                           | Ground-level view of 60-storey building whose cross section is a square with a diagonal projection from one corner. In the top 10 storeys part of the square is missing and only a diagonal remains. | 280       | 63      | 1986 | 1°17′5″ s. š., 103°51′4″ v. d.   | [ 3 ]                |
| 2      | Republic Plaza                       | Ground-level view of 70-storey building. The exterior has a reddish hue with dark windows. The building tapers slightly at two points. | 280       | 66      | 1995 | 1°16′58″ s. š., 103°51′4″ v. d.  | [ 4 ] [ 5 ]          |
| 2      | UOB Plaza One                        | Ground-level view of several skyscrapers; the building on the right is the tallest and has a square cross section with several diagonal protrusions. A shorter building on the left resembles it closely. | 280       | 67      | 1992 | 1°17′8″ s. š., 103°50′59″ v. d.  | [ 6 ] [ 7 ]          |
| 5      | Capital Tower                        | Ground-level view of a 50-storey building with a rectangular cross section; near the 40th floor the building tapers inward | 254       | 52      | 2000 | 1°16′39″ s. š., 103°50′51″ v. d. | [ 8 ] [ 9 ]          |
| 6      | Altez                                | | 250       | 62      | 2014 |                                  | [ 10 ]               |
| 6      | Skysuites @ Anson                    | | 250       | 72      | 2014 |                                  | [ 11 ]               |
| 8      | One Raffles Quay North Tower         | Ground-level view of two square buildings with identical all-glass facades | 245       | 50      | 2006 | 1°16′53″ s. š., 103°51′7″ v. d.  | [ 12 ] [ 13 ]        |
| 8      | The Sail @ Marina Bay Tower 1        | Ground-level view of two curved buildings that slightly resemble sails; the sun is setting in the distance. | 245       | 70      | 2008 | 1°16′52″ s. š., 103°51′10″ v. d. | [ 14 ] [ 15 ]        |
| 8      | MBFC Tower 3                         | | 245       | 45      | 2012 | 1°16′48″ s. š., 103°51′15″ v. d. | [ 16 ]               |
| 8      | Ocean Financial Centre               | | 245       | 43      | 2011 | 1°17′0″ s. š., 103°51′11″ v. d.  | [ 17 ] [ 18 ] [ 19 ] |
| 12     | CapitaGreen                          | | 242       | 40      | 2014 | 1°16′55″ s. š., 103°51′1″ v. d.  | [ 20 ]               |
| 13     | Marina Bay Financial Centre Tower 2  | | 239       | 49      | 2010 | 1°16′48″ s. š., 103°51′15″ v. d. | [ 21 ]               |
| 13     | Marina Bay Suites                    | | 239       | 65      | 2014 | 1°16′49″ s. š., 103°51′7″ v. d.  | [ 22 ]               |
| 15     | V on Shenton                         | | 237       | 54      | 2017 | 1°16′41″ s. š., 103°50′58″ v. d. | [ 23 ]               |
| 16     | 8 Shenton Way                        | Ground-level view of a 50-storey cylindrical tower with black windows and a small cut-out near the roofline | 235       | 52      | 1986 | 1°16′33″ s. š., 103°50′50″ v. d. | [ 24 ] [ 25 ]        |
| 17     | Asia Square Tower 1                  | | 229       | 43      | 2011 | 1°16′44″ s. š., 103°51′6″ v. d.  | [ 26 ]               |
| 18     | Marina Bay Residences                | | 227       | 61      | 2011 | 1°16′48″ s. š., 103°51′15″ v. d. | [ 27 ]               |
| 19     | Swissôtel The Stamford               | Ground-level view of a tall, white cylindrical tower and a shorter cuboidal building | 226       | 73      | 1986 | 1°17′36″ s. š., 103°51′12″ v. d. | [ 28 ] [ 29 ]        |
| 20     | Marina One                           | | 225       | 30      | 2018 |                                  | [ 30 ] [ 31 ]        |
| 21     | Millenia Tower                       | Side view of a 40-story building with a square cross section; the building tapers into a partial pyramid near the roofline. | 223       | 41      | 1996 | 1°17′34″ s. š., 103°51′37″ v. d. | [ 32 ] [ 33 ]        |
| 22     | Asia Square Tower 2                  | | 221       | 46      | 2013 | 1°16′41″ s. š., 103°51′4″ v. d.  | [ 34 ]               |
| 23     | The Orchard Residences               | Side view of a 56-storey building attached to a luxury shopping mall in the foreground. | 218       | 52      | 2010 | 1°18′15″ s. š., 103°49′54″ v. d. | [ 35 ]               |
| 23     | South Beach North Tower              | | 218       | 35      | 2015 | 1°17′45″ s. š., 103°51′23″ v. d. | [ 36 ]               |
| 23     | South Beach South Tower              | | 218       | 45      | 2015 | 1°17′45″ s. š., 103°51′23″ v. d. | [ 37 ]               |
| 26     | The Sail @ Marina Bay Tower 2        | Ground-level view of two curved buildings that slightly resemble sails; the sun is setting in the distance. | 215       | 63      | 2008 | 1°16′52″ s. š., 103°51′10″ v. d. | [ 38 ] [ 15 ]        |
| 27     | One Shenton Way Tower 1              | One Shenton Way | 214       | 50      | 2011 | 1°16′45″ s. š., 103°51′2″ v. d.  | [ 39 ]               |
| 28     | One Raffles Place Tower 2            | | 209       | 38      | 2012 | 1°17′5″ s. š., 103°51′4″ v. d.   | [ 40 ]               |
| 29     | OUE Downtown Tower 1                 | Distant view of a box-like building with many black ridges; a similar-looking building is located directly behind it. | 201       | 50      | 1975 | 1°16′37″ s. š., 103°50′54″ v. d. | [ 41 ] [ 42 ]        |
| 30     | OCBC Centre                          | Ground level view of a box-like building with rounded, windowless side exteriors | 198       | 52      | 1976 | 1°17′7″ s. š., 103°50′57″ v. d.  | [ 43 ] [ 44 ]        |
| 31     | Marina Bay Sands Tower 1             | Wooden model showing three skyscrapers; the towers are joined by a terrace that stretches out between their respective roofs, protruding over the edge of each tower. | 194       | 57      | 2010 | 1°17′8″ s. š., 103°51′39″ v. d.  | [ 45 ] [ 46 ]        |
| 31     | Marina Bay Sands Tower 2             | Wooden model showing three skyscrapers; the towers are joined by a terrace that stretches out between their respective roofs, protruding over the edge of each tower. | 194       | 57      | 2010 | 1°17′8″ s. š., 103°51′39″ v. d.  | [ 46 ] [ 47 ]        |
| 31     | Marina Bay Sands Tower 3             | Wooden model showing three skyscrapers; the towers are joined by a terrace that stretches out between their respective roofs, protruding over the edge of each tower. | 194       | 57      | 2010 | 1°17′8″ s. š., 103°51′39″ v. d.  | [ 46 ] [ 48 ]        |
| 34     | Oasia Hotel Downtown                 | | 193       | 27      | 2016 |                                  | [ 49 ]               |
| 34     | DUO Residences                       | | 193       | 49      | 2018 |                                  | [ 50 ]               |
| 36     | Marina Bay Financial Centre Tower 1  | | 192       | 33      | 2010 | 1°16′48″ s. š., 103°51′15″ v. d. | [ 51 ]               |
| 37     | International Plaza                  | Ground-level view of 50-storey box-like building with dark, receded windows and cut-off, diagonal corners | 190       | 50      | 1976 | 1°16′33″ s. š., 103°50′44″ v. d. | [ 52 ] [ 53 ]        |
| 37     | Singapore Land Tower                 | Ground-level view of a 50-storey white tower with a rectangular cross section and dark windows | 190       | 48      | 1980 | 1°17′5″ s. š., 103°51′7″ v. d.   | [ 54 ] [ 55 ]        |
| 39     | SGX Centre One                       | Ground-level view of a 30-storey building with a rounded, glass facade on one side and a straight-edged facade of concrete and windows on another; the concrete siding protrudes above the roofline | 187       | 30      | 2000 | 1°16′47″ s. š., 103°51′ v. d.    | [ 56 ]               |
| 39     | SGX Centre Two                       | Ground-level view of a 30-storey building with a rounded, glass facade on one side and a straight-edged facade of concrete and windows on another; the concrete siding protrudes above the roofline | 187       | 30      | 2001 | 1°16′44″ s. š., 103°50′58″ v. d. | [ 57 ]               |
| 41     | DUO Tower                            | | 185       | 39      | 2018 |                                  | [ 50 ]               |
| 42     | PSA Building                         | | 183       | 42      | 1986 | 1°16′25″ s. š., 103°48′4″ v. d.  | [ 58 ] [ 59 ]        |
| 43     | Suntec City Tower 1                  | Ground-level view of two identical 45-storey towers with rectangular cross sections; a diagonal cut-out is present on each tower near the 30th floor | 181       | 45      | 1997 | 1°17′40″ s. š., 103°51′30″ v. d. | [ 60 ] [ 61 ]        |
| 43     | Suntec City Tower 2                  | Ground-level view of two identical 45-storey towers with rectangular cross sections; a diagonal cut-out is present on each tower near the 30th floor | 181       | 45      | 1997 | 1°17′40″ s. š., 103°51′30″ v. d. | [ 62 ] [ 63 ]        |
| 43     | Suntec City Tower 3                  | Ground-level view of two identical 45-storey towers with rectangular cross sections; a diagonal cut-out is present on each tower near the 30th floor | 181       | 45      | 1997 | 1°17′40″ s. š., 103°51′30″ v. d. | [ 64 ] [ 65 ]        |
| 43     | Suntec City Tower 4                  | Ground-level view of two identical 45-storey towers with rectangular cross sections; a diagonal cut-out is present on each tower near the 30th floor | 181       | 45      | 1997 | 1°17′40″ s. š., 103°51′30″ v. d. | [ 66 ] [ 67 ]        |
| 47     | 16 Collyer Quay                      | Ground-level view of a 40-storey building with a glass facade and rectangular cross section; three levels of windows recede inward at various points up the tower, and a spire is present on the roof. | 179       | 33      | 1993 | 1°17′3″ s. š., 103°51′9″ v. d.   | [ 68 ]               |
| 48     | Pickering Operations Complex         | Ground-level view of a 40-storey, box-like building with windowless concrete siding and rounded anterior corners | 177       | 43      | 1986 | 1°17′7″ s. š., 103°50′57″ v. d.  | [ 69 ] [ 70 ]        |
| 49     | Robinson 77                          | Distant ground-level view of a 40-story building with a blue glass facade; the building has a rectangular cross-section and a diaginal roofline. | 176       | 40      | 1998 | 1°16′40″ s. š., 103°50′54″ v. d. | [ 71 ] [ 72 ]        |
| 50     | The Concourse                        | Ground-level view of a building with an octagonal cross-section; the facade is white with dark, receded windows that appear to be continuous ridges from a distance | 175       | 43      | 1995 | 1°18′4″ s. š., 103°51′44″ v. d.  | [ 73 ] [ 74 ]        |
| 50     | Maybank Tower                        | Ground-level view of two 40-storey towers. The building on the left is very thin with a blue and grey facade. The building on the right has a square cross section with diagonal, cut-off corners and a tapering roofline.                                                                                    | 175       | 32      | 2002 | 1°17′9″ s. š., 103°51′9″ v. d.   | [ 75 ] [ 76 ]        |
| 52     | 6 Battery Road                       | Ground-level view of three 40-storey towers. The building on the left is very thin with a blue and grey facade. The building in the center has a square cross section with diagonal, cut-off corners and a tapering roofline. The building on the right is box-like with diagonal corners and a brown facade. | 174       | 44      | 1984 | 1°17′8″ s. š., 103°51′7″ v. d.   | [ 77 ] [ 78 ]        |
| 53     | Samsung Hub                          | Ground-level view of a 30-storey building with protruding ledges, a spire, and a glass facade on the uppermost floors. | 172       | 30      | 2005 | 1°17′0″ s. š., 103°50′59″ v. d.  | [ 79 ] [ 80 ]        |
| 54     | One Shenton Way Tower 2              | One Shenton Way | 169       | 50      | 2011 | 1°16′45″ s. š., 103°51′2″ v. d.  | [ 39 ]               |
| 55     | Bank of China Building               | Ground-level view of a 40-storey white building with a square podium and star-shaped cross section | 168       | 36      | 2000 | 1°17′9″ s. š., 103°51′7″ v. d.   | [ 81 ] [ 82 ]        |
| 56     | Fuji Xerox Towers                    | Box-like structure with grey, windowless siding and a large hole near the centre of the tower | 165       | 38      | 1987 | 1°16′24″ s. š., 103°50′37″ v. d. | [ 83 ] [ 84 ]        |
| 56     | Springleaf Tower                     | 40-storey building with a triangular cross section and rounded corner | 165       | 37      | 2002 | 1°16′31″ s. š., 103°50′47″ v. d. | [ 85 ] [ 86 ]        |
| 58     | Icon Loft Tower 2                    | Ground-level view of a box-like, 50-storey tower with a rectangular cross section and a blue stripe on the lateral siding | 163       | 46      | 2007 | 1°16′31″ s. š., 103°50′43″ v. d. | [ 87 ] [ 88 ]        |
| 59     | United Overseas Bank Plaza Two       | Ground-level view of a 40-storey skyscraper with an octagonal cross section and a protruding, triangular ledge near the 20th floor | 162       | 38      | 1974 | 1°17′8″ s. š., 103°50′59″ v. d.  | [ 89 ] [ 90 ]        |
| 60     | Centennial Tower                     | Ground-level view of a 40-storey skyscraper with a rounded facade and an open, lattice-work structure on the roof | 158       | 37      | 1997 | 1°17′36″ s. š., 103°51′37″ v. d. | [ 91 ] [ 92 ]        |
| 60     | Hong Leong Building                  | Ground-level view of a 45-storey, box-like building with a square cross section | 158       | 45      | 1976 | 1°16′53″ s. š., 103°51′3″ v. d.  | [ 93 ] [ 94 ]        |
| 60     | Raffles City Tower                   | Ground-level view of the three skyscrapers, each successively taller from left to right. The towers have white facades with dark windows and a rectangular cross-section, and the building farthest to the right is the most prominent.                                                                       | 158       | 42      | 1986 | 1°17′37″ s. š., 103°51′11″ v. d. | [ 95 ] [ 96 ]        |
| 63     | The Pinnacle@Duxton Block 1A         | The Pinnacle@Duxton. | 156       | 50      | 2009 | 1°16′36″ s. š., 103°50′29″ v. d. | [ 97 ] [ 98 ]        |
| 63     | The Pinnacle@Duxton Block 1B         | The Pinnacle@Duxton. | 156       | 50      | 2009 | 1°16′36″ s. š., 103°50′29″ v. d. | [ 99 ] [ 100 ]       |
| 63     | The Pinnacle@Duxton Block 1C         | The Pinnacle@Duxton. | 156       | 51      | 2009 | 1°16′36″ s. š., 103°50′29″ v. d. | [ 101 ] [ 102 ]      |
| 63     | The Pinnacle@Duxton Block 1D         | The Pinnacle@Duxton. | 156       | 50      | 2009 | 1°16′36″ s. š., 103°50′29″ v. d. | [ 103 ] [ 104 ]      |
| 63     | The Pinnacle@Duxton Block 1E         | The Pinnacle@Duxton. | 156       | 50      | 2009 | 1°16′36″ s. š., 103°50′29″ v. d. | [ 105 ] [ 106 ]      |
| 63     | The Pinnacle@Duxton Block 1F         | The Pinnacle@Duxton. | 156       | 50      | 2009 | 1°16′36″ s. š., 103°50′29″ v. d. | [ 107 ] [ 108 ]      |
| 63     | The Pinnacle@Duxton Block 1G         | The Pinnacle@Duxton. | 156       | 50      | 2009 | 1°16′36″ s. š., 103°50′29″ v. d. | [ 109 ] [ 110 ]      |
| 70     | Scotts Tower                         | | 153       | 31      | 2017 |                                  | [ 111 ]              |
| 70     | One George Street                    | Ground-level view of a 20-storey skyscraper with a brown facade; the building has a rectangular cross section and is cut-off roughly 10 stories up, with the uppermost 10 floors partially protruding out over the street below.                                                                              | 153       | 23      | 2004 | 1°17′9″ s. š., 103°50′52″ v. d.  | [ 112 ] [ 113 ]      |
| 72     | Chevron House                        | Ground-level view of a narrow, 30-storey skyscraper with a rectangular cross section and rounded anterior siding; a protruding circular spire is visible on the roof. | 152       | 33      | 1993 | 1°17′4″ s. š., 103°51′7″ v. d.   | [ 114 ] [ 115 ]      |
| 72     | Meritus Mandarin Singapore Tower Two | Ground-level view of two concrete towers; the one on the right is more prominent, and has a windowless anterior facade with triangular structures protruding from the roof. | 152       | 40      | 1973 | 1°18′8″ s. š., 103°50′10″ v. d.  | [ 116 ] [ 117 ]      |
| 74     | OUE Downtown Tower Two               | | 150       | 36      | 1994 | 1°16′37″ s. š., 103°50′54″ v. d. | [ 118 ]              |
| 74     | The Gateway East                     | Ground-level view of a sharp, narrow corner on a building with a striped metal and glass facade | 150       | 37      | 1990 | 1°17′56″ s. š., 103°51′32″ v. d. | [ 119 ] [ 120 ]      |
| 74     | The Gateway West                     | Ground-level view of a sharp, narrow corner on a building with a metal and glass facade | 150       | 37      | 1990 | 1°17′56″ s. š., 103°51′32″ v. d. | [ 121 ] [ 122 ]      |
| 74     | Lippo Centre                         | Ground-level view of a 30-storey, box-like structure with a square cross section. The corner is windowless and slightly receded from the rest of the structure. | 150       | 34      | 1990 | 1°16′23″ s. š., 103°50′40″ v. d. | [ 123 ] [ 124 ]      |
| 78     | Meritus Mandarin Singapore Tower One | Ground-level view of two concrete towers; the one on the right is more prominent, and has a windowless lateral facade with triangular structures protruding from the roof. | 144       | 36      | 1971 | 1°18′8″ s. š., 103°50′10″ v. d.  | [ 125 ]              |
| 78     | Parkview Square                      | Distant view of a 25-storey building with a bronze facade and several vertical ridges that continue upward to the roofline | 144       | 24      | 2002 | 1°18′ s. š., 103°51′27″ v. d.    | [ 126 ] [ 127 ]      |
| 80     | Comcentre                            | Ground-level view of a building with a rectangular cross section. Two sides of the tower are visible; one has a concrete, windowless facade while the other's facade is a glass curtain wall. | 140       | 32      | 1980 | 1°17′57″ s. š., 103°50′18″ v. d. | [ 128 ] [ 129 ]      |
| 80     | One Raffles Quay South Tower         | Ground-level view of two square buildings with identical all-glass facades | 140       | 29      | 2006 | 1°16′53″ s. š., 103°51′7″ v. d.  | [ 130 ]              |